# La Bastida de les Alcusses
El poblat iber de la Bastida de les Alcusses és un assentament que data de finals del segle v aC al segle iv aC, situat en l'extrem sud-oest de la Serra Grossa. Està situat al terme de Moixent (la Costera, País Valencià), al cim d'un turó allargat i aïllat, a 741 m sobre el nivell del mar. S'accedeix per la carretera CV-652 Moixent-Fontanars dels Alforins, amb accés senyalitzat al km 10,5. Es pot pujar amb vehicle fins a l'aparcament del poblat.
El jaciment, situat sobre un turó, ocupa una extensió de 650 m de longitud i uns 150 m d'amplada. Està a més de 720 m sobre el nivell del mar, i a uns 200 m per sobre de les terres circumdants del Pla de les Alcusses, que és un petit altiplà elevat pel qual s'accedeix i del qual rep el nom. És considerat com un dels principals poblats ibèrics del País Valencià.
L'entorn actual del jaciment és un espai forestal, amb bosc de pi i matoll mediterrani baix. I encara que el cultiu actual de fruiters i cereals a la plana ha transformat moltes parcel·les, encara es pot apreciar un paisatge marcat, fonamentalment, pel ritme tradicional de les tasques agrícoles, en no existir-hi un fort impacte de construccions modernes.
Està declarat Monument Històric Artístic Nacional des del 3 de juny de 1931.

## Història de la investigació

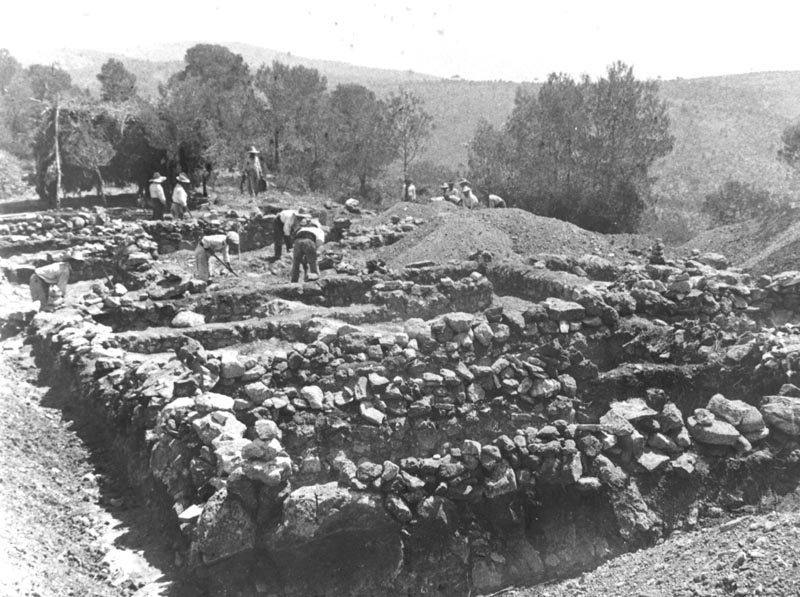
Excavacions a la Bastida de les Alcusses l'any 1928

Des del 1909, es coneixia l'existència del jaciment, descobert per Lluís Tortosa, qui informà a Isidre Ballester de l'existència d'un gran despoblat. Ballester va considerar que per la mida del jaciment, no es podria investigar sense el suport d'una gran institucio. Així, les primeres excavacions arqueològiques en aquest jaciment no van començar fins a l'1 de juliol de 1928, una vegada creats el Servei d'Investigació Prehistòrica i el Museu de Prehistòria de la Diputació de València. A causa del bon estat de conservació, es va considerar un bon punt de partida per iniciar les investigacions del Museu, i entre 1928 i 1931 es van realitzar quatre campanyes d'excavació. Les excavacions no es reprendrien fins a la dècada de 1960.
S'hi van descobrir un total de 250 departaments i es van trobar peces molt destacades, com el conegut Guerrer de Moixent, petites planxes de plom escrites en ibèric, armes o ornaments que van començar a donar fama al jaciment. Fins a tal punt van ser destacables les excavacions i els seus resultats, que la premsa va arribar a denominar el jaciment com la "nova Pompeia".
Durant aquells quatre anys, es va excavar només una mínima part del poblat, i fins als anys 60 no es publicarien els primers cent departaments. Des del 1990, el Museu de Prehistòria de València ha représ els treballs al jaciment amb un projecte d'excavacions, posada en valor i activitats didàctiques. En l'actualitat, el jaciment pot ser visitat i inclou un servei de guies.
Un important document és la inscripció sobre plom, de 180 x 40 mm, amb 1 mm de gruix, trobat a les excavacions del 1928 al departament 48, enrotllada sota una pedra de molí. La làmina està escrita per les dues cares en escriptura ibèrica sud-oriental (també coneguda com a meridional) i és aparentment un document comptable que conté fonamentalment registres amb noms de persones associats a quantitats, alguns dels quals apareixen cancel·lats.
En 2010 es va descobrir que la porta oest de la muralla es va alçar sobre un assentament anterior, ja que fins aleshores es pensava que el promontori sobre el que s'ubicà l'assentament havia estat despoblat anteriorment.

### Galeria de troballes

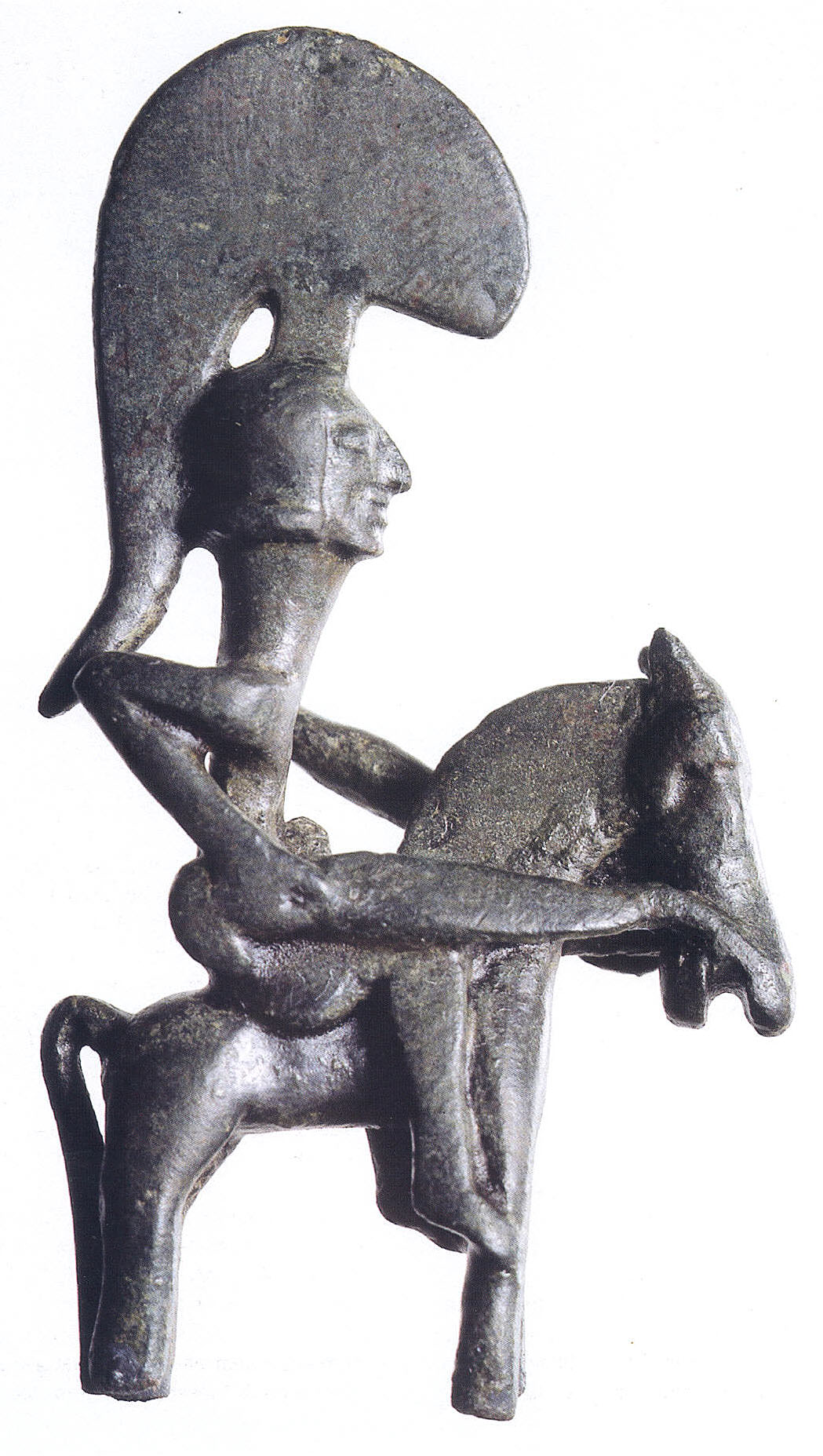
Guerrer de Moixent[a]
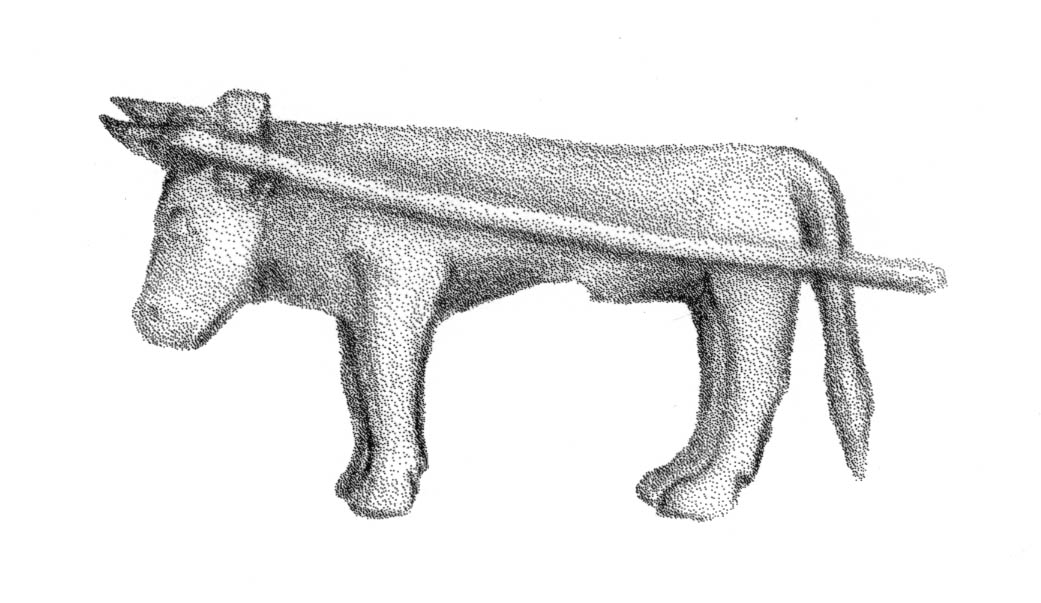
El Bouet de Bastida, imatge del jaciment
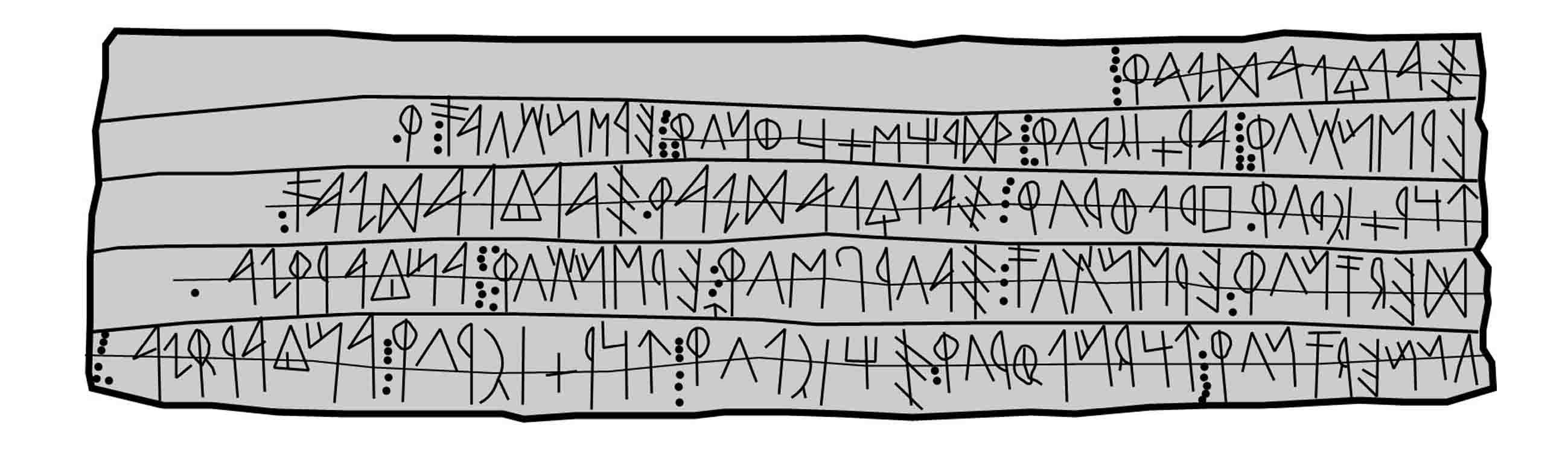
Cara A del plom de La Bastida de les Alcusses, una de les primeres troballes i una peça important a l'hora d'identificar l'alfabet iber
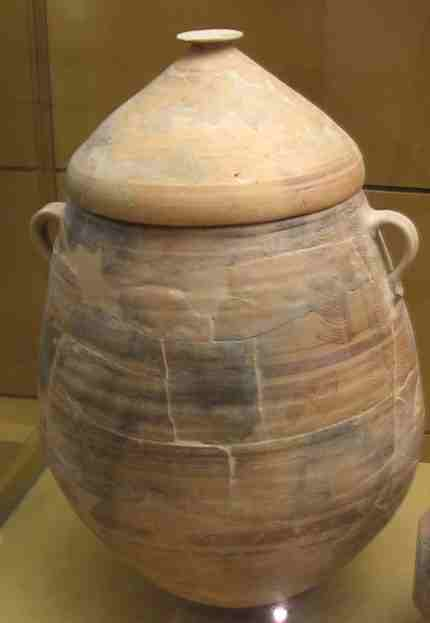
Vas de ceràmica ibèrica

1. ↑  7,3 cm, descobert el 1931 per l'obrer Vicente Espí[8] en el departament 218

## El sistema defensiu

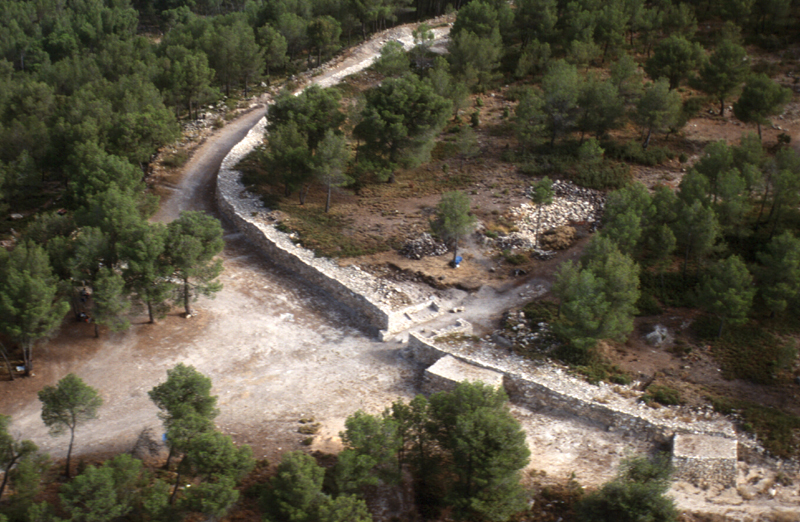
Muralla i Porta Oest del poblat

La Bastida és un poblat de 3,5 hectàrees amb una muralla de més de tres metres d'amplada en les zones més accessibles i, per tant, més vulnerables. A més, hi ha dues torres adossades a la muralla per a millorar-ne la defensa. Hi ha un altre recinte més estret situat a la part més accessible del poblat, a la zona oriental, que està inacabat i que es realitzaria per reforçar el control dels accessos. Aquest segon recinte defineix un espai d'1,5 hectàrees.
L'accés al poblat s'hi feia a través de quatre portes. Hi ha tres portes al sector occidental i una a l'extrem oriental. Totes aquestes són construccions tancades per la seva part superior i amb bancs correguts en els laterals, possiblement com a llocs de guàrdia o espais per al control de mercaderies.
Aquestes construccions protegien els dos batents de fusta, que estaven formats per diverses taules unides per platines de ferro. L'amplada dels accessos oscil·la entre els 150 cm de la Porta Est i els 250 cm de les portes Nord, Oest i Sud. Dues d'aquestes, la Porta Nord i la Sud estaven tapiades en el moment de la destrucció del poblat. Tant les portes com la muralla conserven actualment un sòcol de maçoneria, però en el seu dia l'alçat estava fet d'atovó. A més, un camí de ronda permetia la circulació per la muralla, les torres i les portes.

## L'urbanisme i l'arquitectura domèstica

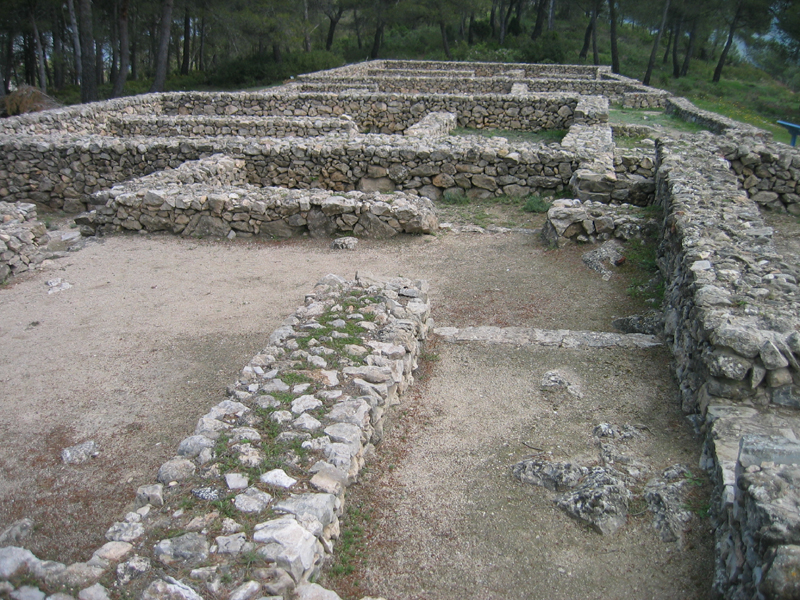
Sistema urbà.

La Bastida està conformada per una aglomeració emmurallada d'habitatges amb una trama urbana ben delimitada.
L'organització de les construccions està estructurada al llarg d'un carrer central que, d'oest a est, creua tot el poblat. Altres carrers perpendiculars a aquest organitzen espais laterals i espais sense construccions a manera de places.
Les cases eren de diverses grandàries (entre 70 i 150 m²) i estaven formades per diverses habitacions i algunes tenien fins i tot patis. L'arquitectura empra els mateixos elements que els utilitzats en la muralla i les portes. Els murs eren d'atovó -que són maons fets de fang i palla i assecats al sol- sobre un sòcol o base de pedres; després, totes les façanes i els espais interiors s'emblanquinaven i, de vegades, es pintaven. Les cases tenien una sola planta i els sostres, que eren plans amb lleus pendents per facilitar el desguàs, eren també accessibles per a un altre tipus d'activitats.
La part central de cada casa estava formada per la llar, centre de reunió i símbol de la vida en família. En els rebosts de les cases, s'emmagatzemaven i conservaven els productes conreats i, a més, es realitzaven tot tipus d'activitats com la molta i fins i tot altres tasques més específiques, com el treball del metall i el teixit al costat de diverses tasques artesanes.

## L'activitat quotidiana: tasques agrícoles i intercanvis

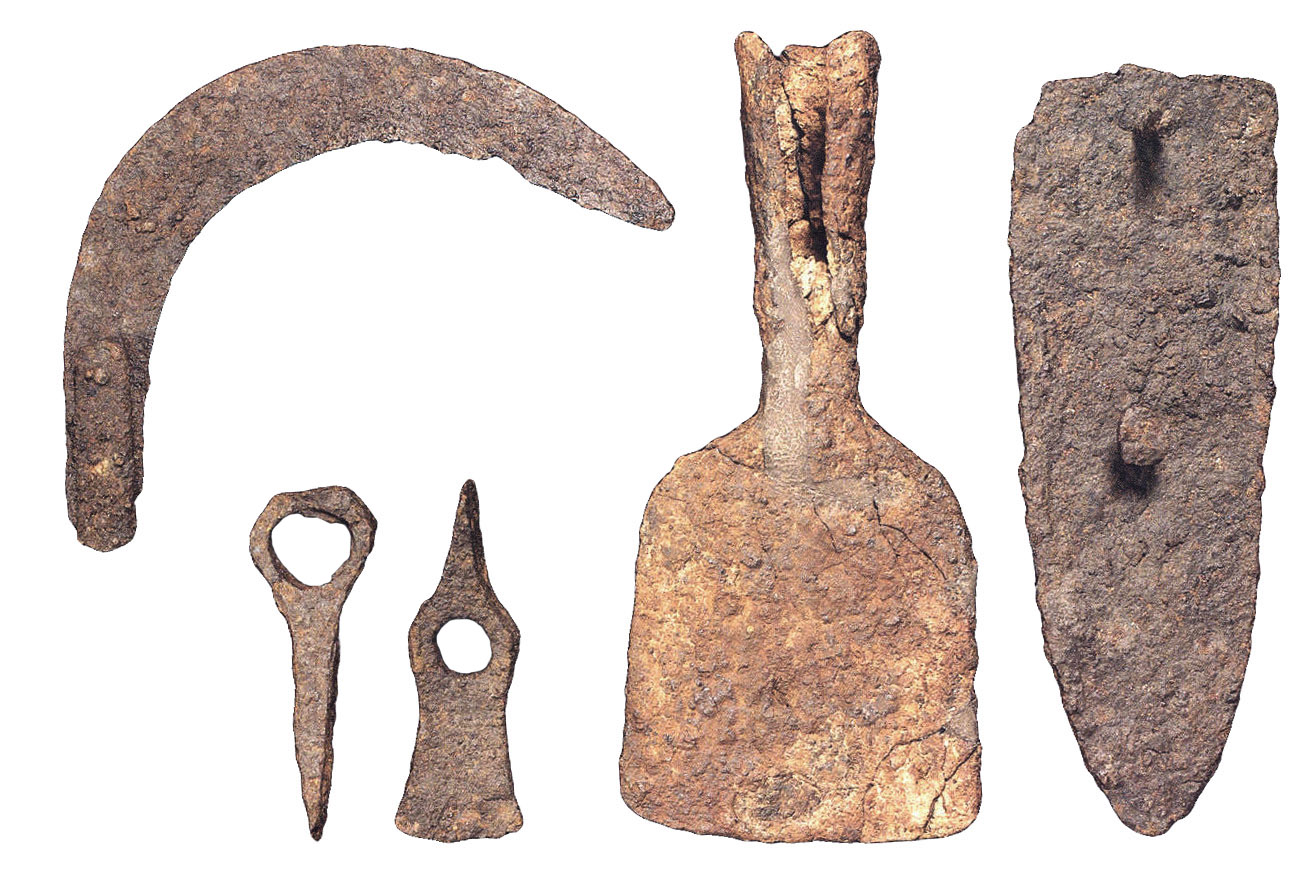
Instrumental agrícola de la Bastida de les Alcusses

Les tasques agrícoles i ramaderes eren part fonamental per al manteniment quotidià. Els principals cultius eren els cereals de secà -ordi, blat i mill- i les lleguminoses -faves i pèsols-, als quals se sumava el cultiu de fruiters com l'olivera, la vinya, l'ametller i la figuera. Aquests cultius es realitzaven amb arades de fusta reforçades amb peces de ferro que anomenem reixes, que han estat recuperades en un bon nombre en les cases de la Bastida. Això permetia extreure molt de rendiment en treballar zones de terres dures o difícils. Altres eines agrícoles presents a les cases són podalls, falçs, llegones i agullades, que en conjunt ofereixen la millor i més completa selecció d'eines agrícoles d'època preromana conegudes fins ara a l'Estat espanyol.
La cabana ramadera estava formada, sobretot, per cabres i ovelles i en menor mesura, bous i porcs, dels quals s'extreia llet, llana i cuir i força per al cultiu amb arades i el transport en carros. A més, no hem d'oblidar, tampoc, la carn d'aquests animals per a consumir, a la qual s'afegia la dels animals silvestres caçats, que eren el conill, la llebre, el cérvol, la cabra salvatge i el senglar. S'hi han trobat, també, hams, cosa que ens indica que la pesca al proper riu Cànyoles va ser un recurs també aprofitat.
Al costat de tot això, les activitats comercials i els intercanvis ocupen, també, un lloc destacat en l'economia d'aquest poblat. A la Bastida, s'han trobat jocs de peses i balances de precisió, sens dubte utilitzats per a transaccions i comptes relacionats, potser, amb l'intercanvi de petits lingots de plata obtinguts mitjançant processos de copel·lació de plom argentífer.
En relació amb els intercanvis, també sabem que al poblat arribaven productes de diversos punts de la Mediterrània: des de l'estret de Gibraltar arribaven àmfores que contenien productes derivats de la pesca i salaons, i des d'Atenes es transportava vaixelles de taula -plats i copes per a beure- emprats pels ibers junt amb les seues pròpies vaixelles. Moltes d'aquestes peces eren, de vegades, imitades pels terrissaires ibers com a mostra del seu interès per aquestes.

## L'estructura social

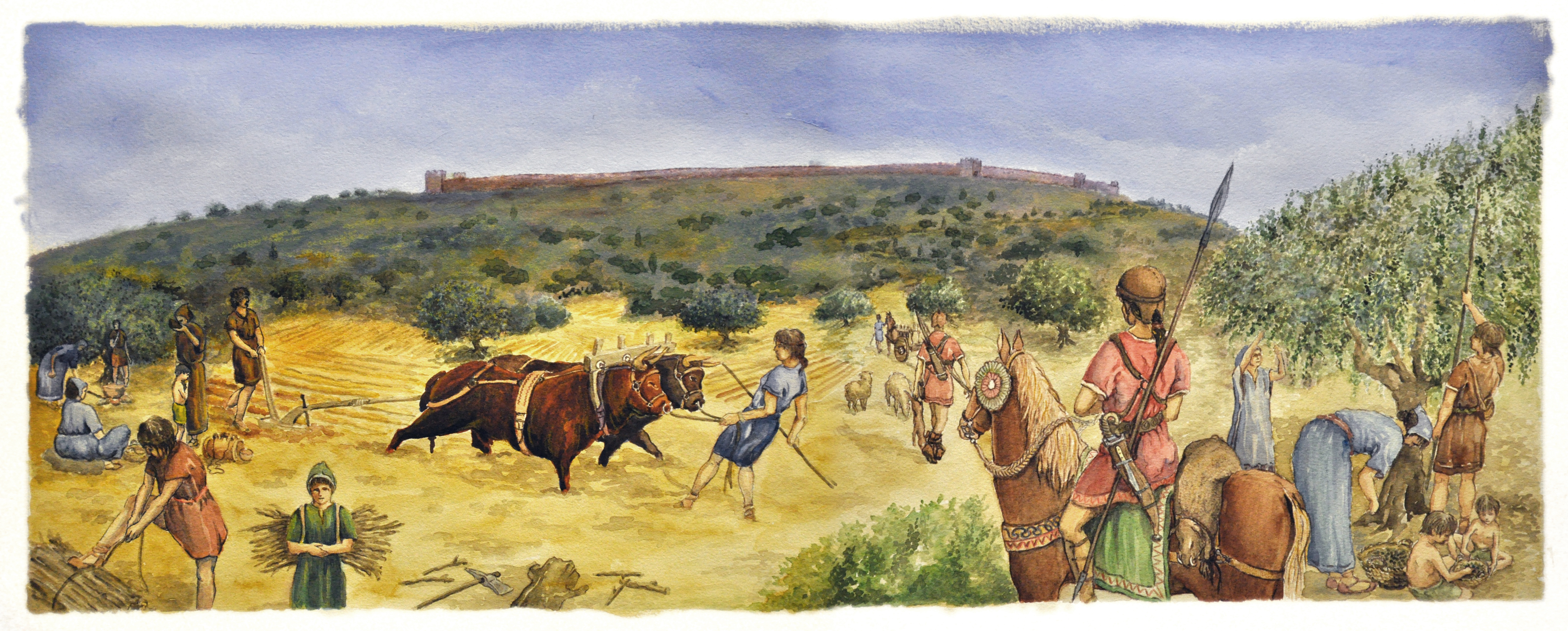
Escenes de la vida quotidiana vora la Bastida de les Alcusses

Els treballs i tasques realitzats defineixen els grups que van habitar la Bastida. Camperols, comerciants i artesans convivien amb altres grups l'activitat més visible dels quals és la guerra. Els guerrers més destacats van haver de ser cavallers, com el de la coneguda figura de bronze del Guerrer de Moixent. En aquesta peça, un home nu és representat amb els elements específics de la classe dominant: les armes i el cavall. En una mà empunya l'espasa, que es denomina falcata, i en l'altra l'escut rodó, anomenat caetra; però destaca, sobretot, el casc amb gran plomall, tot un símbol del poder. Al costat d'aquests guerrers, hi va haver altres infants armats amb llances i escuts.
Al costat dels guerrers, les dones de rang tindrien al seu càrrec l'administració de les cases i, potser, de les terres. Paral·lelament, una de les activitats quotidianes de les dones de rang és el teixit, que coneixem, sobretot, per les fusaioles i les nombroses peces de telers trobades a les cases.

## La destrucció del poblat i el seu abandonament
L'assentament va tenir una vida molt curta, ja que es va fundar i es va destruir al voltant del 330 aC. Així doncs, el poblat només va estar habitat el curs d'unes tres o quatre generacions. Aquestes dates s'han obtingut gràcies al complet repertori d'importacions gregues de vernís negre que ofereixen cronologies molt precises.
Les dues portes d'entrada tapiades, les restes d'incendis, les nombroses armes, joies i ornaments personals als carrers, indiquen que es va produir un abandonament ràpid i forçat del lloc.
La causes de la seua destrucció encara són dubtoses i controvertides, però han de ser posades en relació amb les activitats i conflictes entre els mateixos grups ibèrics, bé de la zona o bé d'altres àrees més àmplies, que inclourien l'altiplà castellà, la zona de l'Alcoià - Comtat o la vall del Vinalopó. No oblidem que estem en una àrea amb molts assentaments ibèrics, i que és una zona amb passos naturals entre l'interior i la costa, i que es va buscar el seu control i el domini de les terres de cultiu.

## Horaris i visites

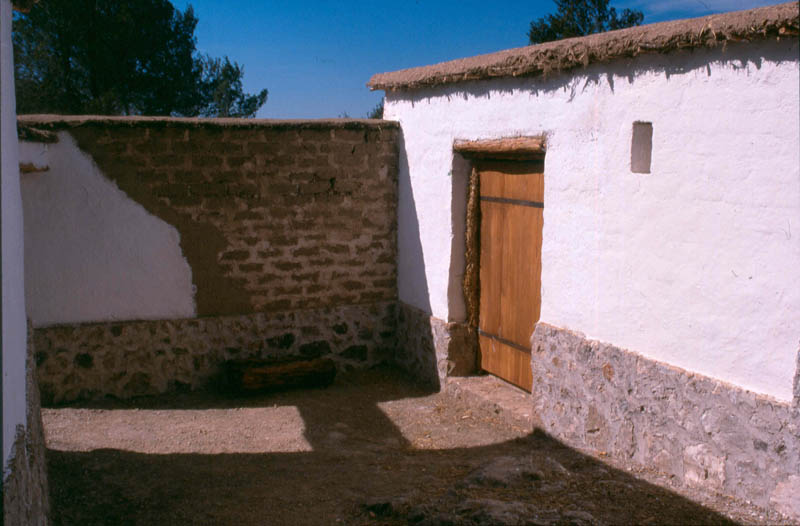
Un dels principals recursos didàctics del jaciment és la reconstrucció d'una casa ibèrica

El Museu de Moixent i el poblat de la Bastida de les Alcusses són visitables tot l'any. En el jaciment, hi ha un servei de guies i pot ser visitat seguint un recorregut amb panells explicatius.
A més, s'ha reconstruït a escala natural una casa, utilitzant les tècniques i materials ibèrics, de manera que es pot apreciar com estaven construïdes aquestes cases i s'observen els objectes i les activitats característiques de les persones que hi van viure. A més, en una visita al Museu de Prehistòria de València, es pot admirar una selecció dels millors objectes trobats a la Bastida.
Entrada gratuïta. Obert de dimarts a dissabte, de 10 a 14 h i de 16 a 18 a l'hivern i de 18 a 20 a l'estiu; i diumenges i festius de 10 a 15. Visites guiades de dimecres a diumenge, de 10:30 a 14.